# Ljubetovo
Ljubetovo (en cyrillique : Љубетово) est un village de Bosnie-Herzégovine. Il est situé sur le territoire de la ville de Zenica, dans le canton de Zenica-Doboj et dans la fédération de Bosnie-et-Herzégovine. Selon les premiers résultats du recensement bosnien de 2013, il compte 184 habitants.
Avant 1991, le village était rattaché à la localité de Vranduk ; depuis 1991, il est recensé comme une entité administrative à part entière.

## Géographie
Le village est situé à la confluence de la Bistrička rijeka et de la Bosna (un affluent de la Save).

## Démographie

### Évolution historique de la population dans la localité
| 1948 | 1953 | 1961 | 1971 | 1981 | 1991 | 2013 |
| ---- | ---- | ---- | ---- | ---- | ---- | ---- |
| -    | -    | -    | -    | -    | 190  | 184  |

|  |